# 安卡维尔
安卡维尔（法語：Incarville，法語發音：[ɛ̃kaʁvil]）是法国厄尔省的一个市镇，位于该省中北部，属于莱桑德利区。

## 地理
安卡维尔（49°14'14"N, 1°10'43"E）面积8.35 平方千米，位于法国诺曼底大区厄尔省，该省份为法国北部内陆省份，北起滨海塞纳省，西接奧恩省和卡爾瓦多斯省，南至厄尔-卢瓦省，东临瓦兹省、瓦兹河谷省和伊夫林省。
与安卡维尔接壤的市镇（或旧市镇、城区）包括：卢维耶、泰尔德博尔。

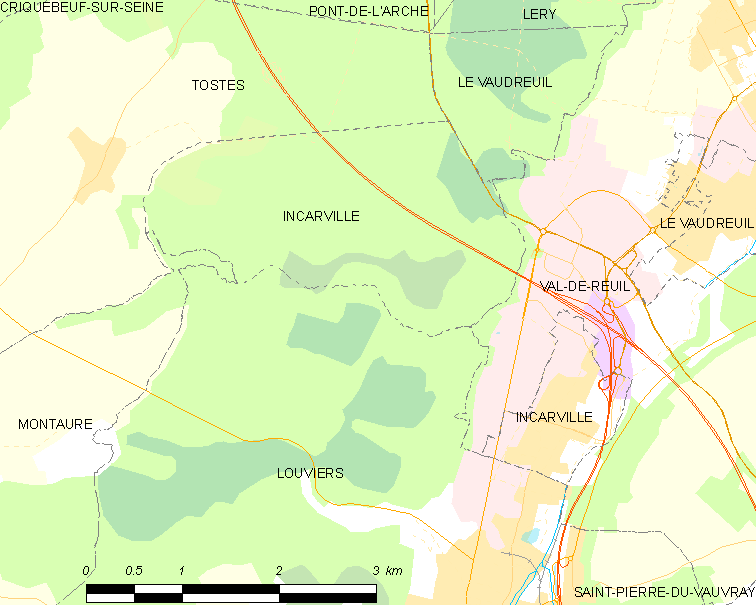
安卡维尔的OSM定位图

安卡维尔的时区为UTC+01:00、UTC+02:00（夏令时）。

## 行政
安卡维尔的邮政编码为27400，INSEE市镇编码为27351。

## 政治
安卡维尔所属的省级选区为卢维耶县。

## 人口

1962-2008年间安卡维尔人口变化图示

安卡维尔于2022年1月1日时的人口数量为1352人。